# Oribellopsis clavatus
Oribellopsis clavatus är en kvalsterart som först beskrevs av Arthur P. Jacot 1937.  Oribellopsis clavatus ingår i släktet Oribellopsis och familjen Oribellidae. Inga underarter finns listade i Catalogue of Life.